# Tournoi de Wimbledon 1881

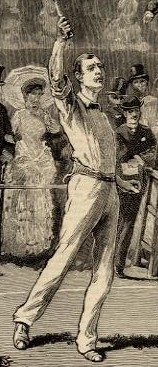
William Renshaw, vainqueur de la finale.

Résultats du Tournoi de Wimbledon 1881.

## Simple messieurs
Finale : William Renshaw  Royaume-Uni bat John Hartley  Royaume-Uni 6-0, 6-1, 6-1